# Prem"jer-liha
La Prem"jer-lіha (in ucraino Українська Прем'єр-ліга?, UPL), nota fino al 2008 come Vyšča Liha (in ucraino Bища ліга?), è la massima divisione del campionato ucraino di calcio ed è il torneo calcistico ucraino più importante. La stagione inizia a metà luglio e termina a metà giugno dell'anno successivo, mentre tra dicembre e marzo viene rispettata una lunga pausa invernale. Il torneo vede la partecipazione di 16 squadre. La lega, che si autoproduce sul modello inglese, organizza anche la Supercoppa d’Ucraina.

## Storia
La Vyšča Liha fu creata nel 1991, dopo il crollo dell'Unione Sovietica e lo scioglimento del relativo campionato nazionale. Dal 2008 il torneo è divenuto indipendente dal governo, non ricevendo più sussidi statali e diventando una lega indipendente gestita dai club, sempre sotto il patrocinio della Federcalcio ucraina.
Nel 1992 la squadra vincitrice fu il Tavrija, mentre dal 1993 ad oggi solo due squadre, Dinamo Kiev e Šakhtar Doneck, hanno vinto il titolo e sono anche le uniche due squadre che non sono mai retrocesse.
Solo nelle stagioni 2012-2013 e 2013-2014, la Dinamo Kiev non si è piazzata almeno in seconda posizione.
Nel novembre del 2013, durante la pausa invernale della Prem"jer-lіha ucraina, un'ondata di manifestazioni e conflitti civili ha contrassegnato l'inizio dell'Euromaidan in Ucraina. La competizione avrebbe dovuto riprendere il 1º marzo 2014, ma a causa del conflitto civile nel paese dopo le rivolte a Kiev e poi anche per la crisi della Crimea, la Premier League ha rinviato l'inizio della fase di primavera. La Premier League ucraina allora ha deciso di riprendere la competizione il 15 marzo.
Dopo l'annessione della Crimea da parte della Russia nel marzo 2014, non riconosciuta a livello internazionale, le squadre aventi sede in Crimea, Sevastopol' e Tavrija Simferopol', hanno continuato a partecipare alla competizione.
Al termine del campionato, tuttavia, le tre squadre crimeane dietro decisione della Federazione russa sono state iscritte alla terza divisione russa. La FC Sevastopol e la SC Tavriya Simferopol sono state costrette a rifondarsi ed a cambiare nome, rispettivamente FC SKChF Sevastopol e FC TSK Simferopol. La UEFA ha ritenuto il trasferimento illegittimo e dichiarato che non riconoscerà come ufficiali le partite giocate dalle tre squadre nel campionato russo poiché maturato al di fuori di un contesto di legalità ed in violazione dello Statuto UEFA.

## Formula
Dalla stagione 2020/21 il campionato ha 16 squadre: il formato prevede un girone all'italiana. Il regolamento delle "code" prevede la disputa di gare di playout fra quartultima e terzultima.
La squadra vincitrice del torneo e i secondi piazzati si qualificano ai preliminari della Champions League, mentre la terza e la quarta si qualificano alla Europa Conference League. Retrocedono in seconda divisione (Perša Liha) le ultime due classificate e la prendente dei playout.
In totale, ogni squadra disputa almeno 30 partite in stagione.

## Albo d'oro
- 1992:  Tavrija (1)
- 1992-1993:  Dinamo Kiev (1)
- 1993-1994:  Dinamo Kiev (2)
- 1994-1995:  Dinamo Kiev (3)
- 1995-1996:  Dinamo Kiev (4)
- 1996-1997:  Dinamo Kiev (5)
- 1997-1998:  Dinamo Kiev (6)
- 1998-1999:  Dinamo Kiev (7)
- 1999-2000:  Dinamo Kiev (8)
- 2000-2001:  Dinamo Kiev (9)
- 2001-2002:  Šachtar (1)
- 2002-2003:  Dinamo Kiev (10)
- 2003-2004:  Dinamo Kiev (11)
- 2004-2005:  Šachtar (2)
- 2005-2006:  Šachtar (3)
- 2006-2007:  Dinamo Kiev (12)
- 2007-2008:  Šachtar (4)
- 2008-2009:  Dinamo Kiev (13)
- 2009-2010:  Šachtar (5)

- 2010-2011:  Šachtar (6)
- 2011-2012:  Šachtar (7)
- 2012-2013:  Šachtar (8)
- 2013-2014:  Šachtar (9)
- 2014-2015:  Dinamo Kiev (14)
- 2015-2016:  Dinamo Kiev (15)
- 2016-2017:  Šachtar (10)
- 2017-2018:  Šachtar (11)
- 2018-2019:  Šachtar (12)
- 2019-2020:  Šachtar (13)
- 2020-2021:  Dinamo Kiev (16)
- 2021-2022: non assegnato
- 2022-2023:  Šachtar (14)
- 2023-2024:  Šachtar (15)
- 2024-2025:  Dinamo Kiev (17)

## Titoli per squadra
| Club        | Titoli | Anni |
| ----------- | ------ | --- |
| Dinamo Kiev | 17     | 1992-1993, 1993-1994, 1994-1995, 1995-1996, 1996-1997, 1997-1998, 1998-1999, 1999-2000, 2000-2001, 2002-2003, 2003-2004, 2006-2007, 2008-2009, 2014-2015, 2015-2016, 2020-2021, 2024-2025 |
| Šachtar     | 15     | 2001-2002, 2004-2005, 2005-2006, 2007-2008, 2009-2010, 2010-2011, 2011-2012, 2012-2013, 2013-2014, 2016-2017, 2017-2018, 2018-2019, 2019-2020,2022-2023, 2023-2024                        |
| Tavrija     | 1      | 1992 |

## Partecipazioni al campionato
Sono 51 le squadre che hanno preso parte alle 35 stagioni della Prem"jer-lіha dal 1992 al 2025-2026.
- 35 volte:  Dinamo Kiev,  Šachtar
- 29 volte:  Karpaty,  Vorskla
- 28 volte:  Čornomorec'
- 26 volte:  Dnipro
- 25 volte:  Zorja
- 23 volte:  Metalurh Zaporižžja,  Tavrija
- 22 volte:  Kryvbas,  Mariupol'
- 21 volte:  Metalist
- 20 volte:  Arsenal Kiev
- 19 volte:  Metalurh Donec'k
- 16 volte:  Volyn'
- 14 volte:  Oleksandrija
- 10 volte:  Nyva Ternopil'
- 9 volte:  Obolon',  Veres Rivne
- 8 volte:  Hoverla,  Zirka
- 7 volte:  Kolos Kovalivka,  Olimpik Donec'k,  Prykarpat'e Ivano-Frankivs'k,  Torpedo Zaporižžja
- 6 volte:  Kremin' Kremenčuk,  L'viv,  Ruch L'viv
- 5 volte:  Dnipro-1,  Nyva Vinnycja
- 4 volte:  Charkiv,  Desna Černihiv,  Inhulec',  Kryvbas Kryvyj Rih,  Metalist 1925,  Mykolaïv,  Mynaj,  Stal' Alčevs'k
- 3 volte:  Bukovyna Černivci,  LNZ Čerkasy,  Polіssja Žytomyr,  Stal' Kam"jans'ke,  Temp Šepetivka
- 2 volte:  Borysfen,  Naftovyk-Ukrnafta,  Sevastopol'
- 1 volta:  Epicentr,  Kudrivka,  Livyj Bereh,  SC Poltava,  SK Odessa

In grassetto le squadre che partecipano all'edizione in corso.